# Персея индийская
Персея индийская (лат. Persea indica) — вид вечнозелёных деревьев из рода Персея семейства Лавровые (Lauraceae).

## Распространение
Эндемик Макаронезии, встречается на Азорских и Канарских островах, на острове Мадейра.
Произрастает в лесах монтеверде приурочено к влажным местам, образуя большие популяции.

## Ботаническое описание
Дерево высотой более 20 метров с листьями длиной до 20 см.
Женские цветки — жёлто-зелёные, собраны в метёлки длиной до 15  см. Цветение продолжается с марта по сентябрь.
Плоды крупные до 25 см длиной, в зрелом виде — чёрно-синие.

## Применение
Древесина использовалась в судостроении и для изготовления мебели.